# Nui
Nui je jednou z devíti oblastí (tři z nich se skládají z jednoho ostrova, šest jsou atoly složené z několika ostrovů) ostrovního státu Tuvalu v Tichém oceánu.
Při sčítání v roce 2002 mělo 548 obyvatel.

## Poloha a charakter území
Nui se skládá z nejméně 21 ostrovů: Fenua Tapu, Meang, Motupuakaka, Pakantou, Piliaieve, Pongalei, Talalolae, Tokinivae, Unimai a nejméně 12 dalších malých ostrovů. Největším je na severovýchodě ležící Fenua Tapu, který je obydlený. Je na něm vesnice s dvěma čtvrtěmi, Fenua Tapu a Tanrake.

## Jazyk
Lidé na Nui hovoří tuvalštinou, oficiálním jazykem Tuvalu a gilbertštinou (jazyk Kiribati), protože první obyvatelé přišli na Nui z Kiribati.

## Poštovní známky
Souostroví Tuvalu se rozhodlo zvýšit příjmy prodejem svých poštovních známek na filatelistických trzích. Proto vydávalo známky (státní ceniny) platící na všech svých částech a také pro každý větší ostrov zvlášť. Od roku 1984 tedy existují známky s označením NUI – TUVALU.